# Космічні рятівники
Космічні рятівники (англ. Space Rangers) — американський науково-фантастичний телевізійний серіал 1993 року.

## Сюжет
Дія серіалу відбувається в 2104 році. Маленька земна колонія Форт Хоуп (англ. Fort Hope, Форт надії) на віддаленій планеті Аваллон бореться за своє виживання. Перша, остання і єдина лінія оборони, що захищає колоністів від злочинності та інших небезпек міжзоряного простору — невеликий корпус Космічних рейнджерів. Героями серіалу є капітан Джон Бун і його загін рейнджерів, який приписаний до корабля-перехоплювача (англ. Slingship) № 377.
Основну загрозу для космічних колоністів представляють баньши — хижаки, що живуть в гіперпросторі. Вони переміщуються на борт корабля, коли той пересувається зі світловою швидкістю. Вкрай агресивні, здатні видавати надзвуковий шум, що паралізує людей. Зазвичай поміщають своїх жертв в органічний кокон і забирають в свій вулик, розташований в гіперпросторі.

## Персонажі
Капітан Джон Бун — досвідчений поліцейський, на всі вильоти бере з собою як талісман срібний долар XX століття. У Буна проблеми в особистому житті — його дружина і дочка вирішили повернутися на Землю, з тих пір капітан живе на Аваллоні сам.
Док Крюгер — бортінженер. У минулому переніс важке поранення і тепер його тіло більше електромеханічне, ніж живе. Крюгер виріс, постійно мотаючись на батьківському кораблі з планети на планету, і не уявляє своє життя без космічних польотів, тому постійно підкуповує офіційні особи, що збираються списати його в запас через його вік. На бойових вильотах обожнює слухати хард рок, який називає «музикою мертвих».
Джоджо Торсен — пілот корабля. Висока, білява, незалежна і вибухова, родом з колонії на Новій Венері. Джоджо — кращий пілот у всьому корпусі Рейнджерів, беззавітно віддана своїй команді. Перед вильотом часто п'є найміцнішу каву, іноді це відбивається на пілотуванні. Ненавидить баньши.
Зайлан — воїн-чернець з планети Граака, один з чотирьох представників цієї планети в корпусі рейнджерів. Має емпатичні здібності — може читати яскраво забарвлені думки. Зайлан носить спеціальний «заспокійливий» нашийник, який пригнічує його агресивні нахили, знімає його тільки коли бій неминучий.
Деніель Кінкейд — новобранець в загоні капітана Буна, син генерала з Землі. Команда часто називає його «бек-вокалом», в бою Деніель зазвичай працює в групі вогневої підтримки.
Доктор Міммер — начальник медичної служби Форту Хоуп, за сумісництвом виконує обов'язки судово-медичного експерта. Надзвичайно балакучий, через що ніхто не здатний витримувати його товариство досить тривалий час.
Командувач фортом Шенно — офіційна посадова особа, глава Форту Хоуп. Незважаючи на звання, ця жінка найбільше думає не про військові операції, а про благо колонії, схожа скоріше не на командира, а на «матір-квочку», для якої головне — безпека форту і його мешканців.
Полковник Еріх Вайс — другий за рангом людина у Форті Хоуп. В силу нерозкритих обставин був призначений переведенням з «теплого містечка» на Землі на Аваллон. Постійно висуває пропозиції щодо «поліпшення» рейнджерской служби, але рейнджери прикордонних колоній не дуже шанують штабних із Землі, в результаті його зусилля нічим не закінчуються.

## Список епізодів
1. «Fort Hope» (пілотний випуск)
2. «Banshees»
3. «The Replacements»
4. «To Be Or Not To Be»
5. «The Trial»
6. «Death Before Dishonor»

## В ролях
- Джефф Кааке — Капітан Джон Бун
- Джек Макгі — Док Крюгер
- Мержорі Монаган — Джоджо Торсен
- Кері-Хіроюкі Тагава — Зайлан
- Денні Квінн — Деніель Кінкейд
- Клінт Говард — Доктор Міммер
- Лінда Гант — Командувач Шенно
- Готтфрід Джон — Полковник Еріх Вайс

## Цікаві факти
- Бортінженер Крюгер дав кораблю № 377 прізвисько «Бляшанка Ліззі» (англ. Tin Lizzie, прізвисько Ford Model T).
- За упіймання баньши рейнджерам обіцяна потрійна оплата, але поки ще нікому не вдавалося спіймати живого баньши.
- Рідна планета Джоджо Торсена була захоплена баньши, більшість чоловіків покинули колонію, а жінки вирішили залишитися і битися до останнього. В результаті на планеті запанував матріархат, як у стародавніх амазонок.
- Жителі планети Граака вважалися наймогутнішими воїнами в Галактиці, але їхня раса віддала перевагу мирному розвитку.